# Station Kędzierzyn Koźle Azoty
Station Kędzierzyn Koźle Azoty is een spoorwegstation in de Poolse plaats Kędzierzyn-Koźle.